# Aloe hardyi
Aloe hardyi ist eine Pflanzenart der Gattung der Aloen in der Unterfamilie der Affodillgewächse (Asphodeloideae). Das Artepitheton hardyi ehrt David Spencer Hardy (1931–1998), Gartenbauer und ehemaliger Kurator des botanischen Gartens von Pretoria.

## Beschreibung

### Vegetative Merkmale
Aloe hardyi wächst stammbildend und verzweigend mit hängenden Trieben. Die 12 bis 20 hängenden, lanzettlichen Laubblätter bilden Rosetten. Ihre glauk blaugrüne Blattspreite ist 40 bis 70 Zentimeter lang und 5 bis 8 Zentimeter breit. Die kleinen Zähne am Blattrand sind zerstreut.

### Blütenstände und Blüten
Der einfache Blütenstand ist 50 bis 70 Zentimeter lang. Die ziemlich dichten Trauben sind konisch bis fast kopfig. Die verkehrt eiförmig-spitzen Brakteen weisen eine Länge von 14 bis 17 Millimeter auf und sind 10 bis 15 Millimeter breit. Die rosafarbenen bis roten Blüten stehen an 15 bis 30 Millimeter langen Blütenstielen. Sie sind 25 bis 35 Millimeter lang und an ihrer Basis gerundet. Oberhalb des Fruchtknotens sind sie leicht verengt und dann zu ihrer Mündung hin erweitert. Ihre äußeren Perigonblätter sind nicht miteinander verwachsen. Die Staubblätter und der Griffel ragen 3 bis 5 Millimeter aus der Blüte heraus.

## Systematik und Verbreitung
Aloe hardyi ist in der südafrikanischen Provinz Limpopo an Felsklippen verbreitet.
Die Erstbeschreibung durch Hugh Francis Glen wurde 1987 veröffentlicht.

## Nachweise